# Franklin School
La Franklin School est un ancien bâtiment scolaire à Washington, aux États-Unis. Dessinée par Adolf Cluss, elle est construite en 1869. Elle est inscrite au Registre national des lieux historiques depuis le 11 avril 1973 et elle est classée National Historic Landmark, depuis le 19 juin 1996.